# Basename

basename är ett standardkommando i UNIX och Unix-liknande operativsystem. När det används på en sökväg tar den bort allt upp det sista slashet ('/') och ger tillbaka resultatet. basename finns beskrivet i Single UNIX Specification och används främst i shellscripts.

## Användning
Specifikationen för att använda basename är:
```
basename string [suffix]
```

string
En sökväg
suffix
Om specificerat kommer basename även att ta bort suffixet om det matchar detta värde

## Exempel
```
% basename /home/erika/bin/foo.sh
foo.sh
% basename /home/erika/bin/foo.sh .sh
foo
```